# Media Player Classic
Media Player Classic è un lettore multimediale leggero e open source per Microsoft Windows, con una interfaccia simile a Windows Media Player in versione 6.4. Si tratta, tuttavia, di un software completamente diverso sia per caratteristiche che per opzioni.

## Storia
Venne creato nel 2006 inizialmente come programma software proprietario da un programmatore chiamato Gabest e successivamente rilasciato come software libero sotto licenza GPL. Il progetto di sviluppo è ospitato sul portale SourceForge con il nome guliverkli.
Tuttavia lo sviluppo si arrestò verso la fine dello stesso anno; nacquero così due fork alternativi: il primo progetto, sempre appoggiato al portale SourceForge con il nome Guliverkli2 ha portato il software alla versione 6.4.9.1 (sono stati corretti i bug di sicurezza e sono state aggiornate le librerie), mentre il secondo, Media Player Classic Home Cinema, con l'integrazione di nuove funzioni, con lo scopo di fornire un lettore multimediale casalingo al passo con i tempi.

## Caratteristiche
Questo software ha la capacità di riprodurre VCD, SVCD e DVD, senza richiedere l'installazione di ulteriori programmi o codec. Media Player Classic ha integrati il codec video per MPEG-2, con supporto per i sottotitoli, e i codec audio per LPCM, MP2, AC3 e DTS. È principalmente basato sull'architettura DirectShow, perciò utilizza automaticamente i filtri di decodificazione di DirectShow. Media Player Classic può anche utilizzare le architetture di QuickTime e di Real Player (se installati) per riprodurre i loro file nativi.
Media Player Classic fornisce anche un supporto beta alla tecnologia DXVA, che permette di demandare la gestione dei flussi video alla VGA grazie alle moderne schede video.